# Westlife (album)
Westlife è il primo album in studio del gruppo musicale irlandese Westlife, pubblicato il 1º novembre 1999 dalla RCA Records.
L'album contiene in tutto 13 brani. Tra questi, figurano alcuni noti successi della band come Swear It Again, Flying Without Wings, ecc. e una cover di More Than Words degli Extreme.

## Tracce
1. Swear It Again – 4:07 (Wayne Hector, Steve Mac)
2. Can't Lose What You Never Had – 4:21 (Wayne Hector, Steve Mac)
3. I Don't Wanna Fight – 5:03 (Wayne Hector, Steve Mac)
4. My Private Movie – 4:04 (Steve Kipner, David Kopatz, Jack Kugell)
5. Flying Without Wings – 3:36 (Wayne Hector, Steve Mac)
6. If I Let You Go – 3:41 (Jörgen Elofsson, Dave Kreuger, Per Magnusson)
7. Fool Again – 3:54 (Jörgen Elofsson, Dave Kreuger, Per Magnusson)
8. No No – 3:14 (Andreas Carlsson, Rami Yacoub)
9. Miss You – 3:53 (Rami Yacoub)
10. Open Your Heart – 3:40 (Andreas Carlsson)
11. We Are One – 3:43 (Alexandre Desplat, Wayne Hector, Steve Mac)
12. I Need You – 3:48 (Andreas Carlsson, Max Martin, Rami Yacoub)
13. More Than Words – 3:54 (Nuno Bettencourt, Gary Cherone)

## Classifiche

### Classifiche settimanali
| Classifica (1999-00) | Posizione massima |
| -------------------- | ----------------- |
| Australia            | 15                |
| Belgio (Fiandre)     | 5                 |
| Finlandia            | 40                |
| Germania             | 55                |
| Irlanda              | 1                 |
| Malaysia             | 1                 |
| Norvegia             | 1                 |
| Nuova Zelanda        | 5                 |
| Paesi Bassi          | 8                 |
| Regno Unito          | 2                 |
| Stati Uniti          | 129               |
| Svezia               | 5                 |
| Svizzera             | 25                |

### Classifiche di fine anno
| Classifica (1999) | Posizione |
| ----------------- | --------- |
| Belgio (Fiandre)  | 46        |
| Paesi Bassi       | 98        |
| Regno Unito       | 9         |
| Svezia            | 61        |
| Classifica (2000) | Posizione |
| Belgio (Fiandre)  | 65        |
| Nuova Zelanda     | 14        |
| Paesi Bassi       | 100       |
| Regno Unito       | 32        |
| Svezia            | 91        |